# Ватерполо на Светском првенству у воденим спортовима 2009.
Такмичење у ватерполу је на Светском првенству у воденим спортовима 2009. одржано од 19. јула до 1. августа, у Риму, Италија.

## Освајачи медаља

### Мушкарци
| Злато  | Сребро  | Бронза   |
| Србија | Шпанија | Хрватска |

### Жене
| Злато            | Сребро | Бронза |
| Сједињене Државе | Канада | Русија |